# Karlevi Södra
Karlevi Södra är ett naturreservat i Mörbylånga kommun i Kalmar län.
Området är naturskyddat sedan 1992 och är 37 hektar stort. Reservatet är en del av Stora Alvaret och består av hällmark, grusalvar och kalkfuktängar